# Tarator
Le tarator (en bulgare : таратор ; en macédonien : таратур ou таратор ; en albanais : tarator) est une soupe froide (ou salade liquide) d’origine bulgare, très appréciée en été et consommée en Bulgarie, en Macédoine du Nord, en Turquie et en Albanie, soit comme une soupe avant le plat principal, soit comme une salade en accompagnement du plat principal.
Il est préparé à partir de yaourt, concombres, ail, noix, aneth, huile végétale et eau. Il peut être servi avec des glaçons. Des variantes locales remplacent le yaourt par de l'eau et du vinaigre, omettent les noix mais ajoutent du pain. D'autres très rares variantes remplacent les concombres par de la laitue ou des carottes.
Le terme tarator (طرطور, ṭaraṭūr en arabe ; طراطور, ṭarāṭūr en Égypte et en Syrie) désigne également une sauce à base de tahini, persil, citron, huile, lait, ail et noix. Elle est notamment servie avec les falafels et les calmars frits.